# Delia piliventris
Delia piliventris är en tvåvingeart som först beskrevs av Pokorny 1889.  Delia piliventris ingår i släktet Delia och familjen blomsterflugor. Arten är reproducerande i Sverige. Inga underarter finns listade i Catalogue of Life.